# Kazuaki Nagasawa
Kazuaki Nagasawa (長澤 和明, Nagasawa Kazuaki, Shizuoka, 4 februari 1958) is een Japans voormalig voetballer die als middenvelder speelde.

## Clubcarrière
In 1976 ging Nagasawa naar de Tokyo University of Agriculture, waar hij in het schoolteam voetbalde. Nadat hij in 1980 afstudeerde, ging Nagasawa spelen voor Yamaha Motors. Met deze club werd hij in 1987/88 kampioen van Japan. Nagasawa veroverde er in 1982 de Beker van de keizer. In 9 jaar speelde hij er 123 competitiewedstrijden en scoorde 9 goals. Nagasawa beëindigde zijn spelersloopbaan in 1989.

## Japans voetbalelftal
Kazuaki Nagasawa debuteerde in 1978 in het Japans nationaal elftal en speelde 9 interlands.

## Statistieken
| Japans voetbalelftal | Japans voetbalelftal | Japans voetbalelftal |
| Jaar                 | Wed.                 | Dlp.                 |
| -------------------- | -------------------- | -------------------- |
| 1978                 | 6                    | 0                    |
| 1979                 | 0                    | 0                    |
| 1980                 | 0                    | 0                    |
| 1981                 | 0                    | 0                    |
| 1982                 | 0                    | 0                    |
| 1983                 | 0                    | 0                    |
| 1984                 | 0                    | 0                    |
| 1985                 | 3                    | 0                    |
| Totaal               | 9                    | 0                    |